# Spermophilus pallidicauda
Spermophilus pallidicauda är en däggdjursart som ingår i släktet Spermophilus och familjen ekorrar. Inga underarter finns listade i Catalogue of Life.

## Taxonomi
De flesta arterna i det tidigare släktet Spermophilus har efter DNA-studier konstaterats vara parafyletiska med avseende på präriehundar, släktet Ammospermophilus och murmeldjur. Detta släkte har därför delats upp i flera släkten. Kvar i Spermophilus finns endast den gamla världens sislar, som, bland andra, denna art.

## Beskrivning
I vinterpälsen är ovansidan gulbrun med en skär anstrykning till sandfärgad, medan undersidan är mycket blekt beige. Svansen är blekgul med ett rostfärgat parti på ovandelen. Längs kinderna, från morrhåren till örat, har arten en otydlig, vit linje. Sommarpälsen är ljusare, mera sandfärgad. Kroppslängden är 20 till 23 cm, inklusive den 3,5 till 5 cm långa svansen.

## Ekologi
Arten är en dagaktiv, kolonibildande sisel som lever på gräsmarker

## Utbredning
Utbredningsområdet omfattar Mongoliet och de kinesiska provinserna Inre Mongoliet och Gansu.